# Rogério Matias
Rogério Pedro Campinho Marques Matias (Vila Franca de Xira, 22 ottobre 1974) è un ex calciatore portoghese, di ruolo difensore.

## Carriera

### Nazionale
Ha collezionato 5 presenze con la maglia della propria Nazionale.